# Hadró
En física de partícules, un hadró (del grec ἁδρός, hadrós, 'dens') és una partícula composta formada de quarks units per la força nuclear forta.
Segons el nombre de quarks que formen els hadrons, poden ser de dues menes:
- Barions formats per 3 quarks.
- Mesons formats per un quark i un antiquark.[2]

Els hadrons més coneguts són els protons i neutrons (barions ambdós), que són els components dels nuclis atòmics. Tots els hadrons, llevat dels protons, són inestables si es troben aïllats i són sotmesos a la desintegració, però són estables quan formen part d'un nucli atòmic. Els mesons més coneguts són els pions i els kaons, que van ser descoberts durant els experiments de raigs còsmics de la dècada del 1940 i principis del 1950.
Els anys 70, es va predir l'existència d'hadrons, que es van anomenar tetraquarks (o, més concretament, mesons exòtics) i pentaquarks (barions exòtics), però no va ser fins al 2008 en què es va poder tenir certes proves de la seva existència amb diversos experiments, anomenats BELLE, elaborats al laboratori KEK del Japó. Hi ha diversos candidats hadrons més exòtics i altres combinacions de quarks color-singlet que també poden existir.
Es creu que gairebé tots els hadrons i antihadrons lliures (és a dir, aïllats i no lligats a un nucli atòmic) són inestables i acaben desintegrant-se en altres partícules. L'única possible excepció coneguda són els protons lliures, que sembla ser estables, o almenys, triguen immenses quantitats de temps a desintegrar-se (de l'ordre de 1034+ anys) A manera de comparació, els neutrons lliures són la partícula inestable més longeva, i es desintegren amb una vida mitjana d'uns 879 segons. Experimentalment, la física d'hadrons s'estudia fent col·lisionar hadrons, per ex. p. ex. protons, entre si o els nuclis d'elements densos i pesats, com el plom o l'or, i detectant les restes a les pluges de partícules produïdes. Un procés similar passa a l'entorn natural, a l'atmosfera superior extrema, on es produeixen muons i mesons com pions per les col·lisions de raigs còsmics amb partícules de gas enrarit a l'atmosfera exterior.

## Etimologia

Els hadrons sempre tenen una càrrega total de color igual a zero o blanc.

El terme hadró va ser introduït per Lev B. Okun en una xerrada plenària el 1962 en la Conferència Internacional sobre Física d'Altes Energies.
En aquella ocasió va dir:
| «                   | Tot i que aquest informe es refereix a les interaccions febles, sovint s'ha de parlar de les partícules que interaccionen fortament. Aquestes partícules no sols plantegen nombrosos problemes científics, sinó també un problema de terminologia. El punt és que "partícules d'interacció forta" és un terme molt maldestre que no permet la formació d'un adjectiu. Per aquesta raó, per posar només un exemple, les partícules que es desintegren segons la interacció forta s'anomenen no-leptons. Aquesta definició no és exacta a causa que "no leptònic" també pot significar 'fotònic'. En aquest informe, anomenem les partícules d'interacció forta hadrons, amb el corresponent adjectiu "hadrònic" (del grec, significa ἁδρός 'gran', 'massiu', en contrast amb λεπτός que significa 'petit', 'lleuger'). Espero que aquesta terminologia resulti ser convenient. | » |
| — L. B. Okun (1962) | |   |

## Propietats
D'acord amb el model estàndard, les propietats dels hadrons estan determinades principalment pels anomenats quarks de valència. Per exemple, un protó està format per dos quarks amunt (cada un amb càrrega elèctrica +2/3) i un quark avall (amb càrrega elèctrica -1/3), fet que provoca que la càrrega del protó sigui 1. Segons aquesta teoria, els quarks també presenten una càrrega de color i, els hadrons han de tenir una càrrega de color total igual a 0, a causa d'un fenomen anomenat confinament de color. És a dir, els hadrons han de ser sense color o blancs. La combinació més simple de quarks i que, per tant, forma les partícules compostes més estables són: tres quarks de diferents colors (barions), o un quark d'un color i un antiquark portador de l'anticolor corresponent (mesons).
Igual que totes les partícules subatòmiques, als hadrons se'ls assignen nombres quàntics corresponents a les representacions del grup de Poincaré: JPC(m), en què J és el nombre quàntic espín, P la paritat intrínseca (o paritat P), i la conjugació de la càrrega C (o paritat C), i la massa de la partícula, m. S'ha de tenir en compte que la massa d'un hadró té molt poc a veure amb la massa dels seus quarks de valència, més aviat, a causa de l'equivalència massa-energia, la major part de la massa prové de la gran quantitat d'energia associada amb la interacció forta. Els hadrons també poden portar nombres quàntics de sabor com l'isoespín (o paritat-G), i l'estranyesa. Tots els quarks porten un additiu, conserven un nombre quàntic anomenat nombre bariònic (B), que és +1/3 pels quarks i -1/3 pels antiquarks. Això significa que els barions (grups de tres quarks) tenen B = 1, mentre que els mesons tenen B = 0.
Els hadrons tenen estats excitats coneguts com a ressonàncies. Cada hadró en estat bàsic pot tenir diversos estats excitats; s'han observat diversos centenars de ressonàncies en experiments. Les ressonàncies es desintegren extremadament de pressa (en uns 10-24 segons) a través de la força nuclear forta.
En altres fases de matèria els hadrons poden desaparèixer. Per exemple, a molt alta temperatura i alta pressió, tret que hi hagi suficients sabors de quarks, la teoria de la cromodinàmica quàntica (QCD) prediu que els quarks i els gluons deixaran d'estar confinats dins dels hadrons, perquè la força de la interacció forta disminueix amb l'energia. Aquesta propietat, que es coneix com a llibertat asimptòtica, ha estat confirmada experimentalment en el rang d'energia entre 1 GeV (gigaelectrovolt) i 1 TeV (teraelectronvolt). Tots els hadrons lliures excepte (possiblement) el protó i l'antiprotó són inestables.

## Tipus d'hadrons

### Mesons
Els mesons són hadrons compostos per una parella de quarks, en la majoria de casos una parella quark-antiquark, i tenen espín sencer, per tant, són bosons. Tenen nombre bariònic B = 0. Exemples de mesons que comunament es produeixen en els experiments de física de partícules són els pions i kaons. Els pions tenen la seva importància en la composició dels nuclis atòmics mitjançant la força forta residual.
En principi, els mesons amb més d'un parell quark-antiquark poden existir, un hipotètic mesó amb dos parells de quark-antiquark es diu tetraquark. Diversos candidats de tetraquark van ser trobats a la dècada del 2000, però el seu estat és objecte de debat. Hi ha altres mesons exòtics hipotètics que es troben fora del model de la classificació de quarks.

### Barions
Tots els barions coneguts estan fets de tres quarks de valència. Com els quarks tenen nombre bariònic B = 1/3, els barions tenen nombre bariònic B = 1. Els barions més coneguts són els protons i els neutrons.
Es poden elaborar hipòtesis sobre barions amb més parells quark-antiquark, a més dels seus tres quarks. Els barions hipotètics amb un parell extra quark-antiquark (5 quarks en total) es diuen pentaquarks. Diversos candidats pentaquarks van ser trobats a la dècada del 2000, però després de revisar aquests estats es va establir que no existien.
Cada tipus de barió té la corresponent antipartícula (antibarió), en la qual els quarks se substitueixen pels seus corresponents antiquarks. Per exemple: igual que un protó està format per dos quarks amunt i un quark avall, la seva antipartícula corresponent, l'antiprotó, es compon de dos antiquarks amunt i un antiquark avall.

### Barions i mesons exòtics
Els mesons que es troben fora de la classificació segons el model de quarks es denominen mesons exòtics. Aquests inclouen boles de gluons, mesons híbrids i tetraquarks. Els únics barions que estan fora del model de quarks a la data són els pentaquarks, però l'evidència de la seva existència no ha estat aclarida encara. Recentment, s'ha demostrat l'existència de l'hadró Z(4430), amb un nivell de confiança de sigma 13.9.

### Ressonàncies
Les ressonàncies són partícules massives de molt curta existència, es desintegren molt ràpidament en partícules més lleugeres. Des de l'aparició del model de quarks se les interpreta com a estats excitats amb una energia superior a la de l'estat fonamental, de sistemes lligats de quarks. Per tant, les ressonàncies no serien estrictament estructures diferents, encara que inicialment van ser interpretades així per tenir una massa diferent de la de l'estat fonamental (la discrepància de massa té a veure amb la relació E = mc2).

## Estructura interna i QCD
Tots els hadrons són sistemes de quarks lligats mitjançant interacció forta, la teoria estàndard que dóna compte d'aquesta interacció forta és la cromodinàmica quàntica (en anglès quantum chromodynamics o QCD). Aquesta teoria postula diversos tipus de quarks que interaccionen entre si mitjançant un camp gluònic. Aquest camp està format per bosons anomenats gluons. A causa d'una propietat important de la teoria anomenada confinament, els quarks amb energies per sota de l'escala QCD experimenten aquest confinament, que impedeixen observar quarks lliures a baixes energies, per la qual cosa usualment apareixen en forma d'hadrons. Una altra propietat interessant de la teoria és que aquests sistemes lligats de quarks o hadrons que són compostos, i no porten càrrega de color: si estan formats per 3 quarks un és vermell, un altre és verd i un altre blau (de tal manera que es diuen que són blancs). Als mesons si el quark és d'un color i antiquark tenen l'anticolor corresponent. Així que globalment no predomina cap color que és una de les conseqüències del confinament.
En altres fases de matèria QCD els hadrons poden desaparèixer. Per exemple, a temperatura i pressió molt altes, llevat que hi hagi prou quantitat de sabors molt massius de quarks, la teoria QCD prediu que els quarks i gluons interactuaran feblement i ja no estaran confinats. Aquesta propietat, que es coneix com a llibertat asimptòtica, ha estat experimentalment confirmada a les escales d'energia d'entre un GeV i un TeV. Però aquesta teoria aviat es posarà a prova, ja que el 10 de setembre de 2008 es va posar en funcionament un accelerador de partícules o hadrons (l'LHC, gran col·lisionador d'hadrons, per les seves inicials en anglès), que mesura 27 km de circumferència, situat al límit entre França i Suïssa, a prop de la ciutat de Ginebra, i ha costat 3.700 milions de Euros (uns 6000 milions de dòlars segons algunes fonts).

## Teràpia d'hadrons
La teràpia d'hadrons és una tècnica de radioteràpia que utilitza fluxos de llum, ions d'alta energia (protons i ions de carboni, principalment) en lloc de fotons, per al tractament de tumors. Aquests ions tenen dos avantatges respecte als fotons àmpliament utilitzats en la radioteràpia convencional:
- tenen molt bona balística, i permeten una orientació molt precisa;
- dipositen un màxim d'energia al final del viatge (pic de Bragg);
- quan es tracta d'ions de carboni, l'eficàcia en termes de destrucció de cèl·lules tumorals és—a dosi igual— molt superior a la dels fotons o protons.

A canvi, aquests avantatges requereixen un control més efectiu.